# Pariser Reparationsabkommen
Das Pariser Reparationsabkommen, auch IARA-Abkommen, ist ein völkerrechtlicher Vertrag, der am 14. Januar 1946 in Paris geschlossen wurde und am 24. Januar 1946 in Kraft getreten ist. Er regelt die Verteilung der im Potsdamer Abkommen vom 2. August 1945 von der Anti-Hitler-Koalition beschlossenen deutschen Reparationen durch die Interalliierte Reparationsagentur (IARA) in den Signatarstaaten.
Vertragsparteien des Pariser Abkommens waren außer den drei Westmächten (Vereinigte Staaten von Amerika, Frankreich und das Vereinigte Königreich) Australien, Belgien, Kanada, Dänemark, Ägypten, Griechenland, Indien, Luxemburg, Norwegen, Neuseeland, die Niederlande und die Südafrikanische Union. Zu den von dem Abkommen begünstigten Staaten zählten außer den westlich, südlich und nördlich Deutschlands gelegenen ehemaligen Kriegsgegnern auch Albanien, Jugoslawien und die Tschechoslowakei.
Mangels deutscher Beteiligung war dieses Abkommen für Deutschland nicht verbindlich. Im Londoner Schuldenabkommen vom 1953 wurde eine Prüfung der aus dem Zweiten Weltkriege herrührenden Forderungen von Staaten, die sich mit Deutschland im Kriegszustand befanden oder deren Gebiet von Deutschland besetzt war, auf unbestimmte Zeit zurückgestellt. In Artikel 1 des 6. Teils des Überleitungsvertrages zum Deutschlandvertrag wurde dann bestimmt, dass die Frage der Reparationen durch einen Friedensvertrag zwischen Deutschland und seinen ehemaligen Gegnern oder vorher durch diese Frage betreffende Abkommen geregelt werden sollte.

## Inhalt
- Teil I Deutsche Reparationen
  - Art. 1 Reparationsquoten
  - Art. 2 Regelung der Forderungen an Deutschland
  - Art. 3 Verzicht auf die Geltendmachung von Forderungen auf Reparationszuteilungen
  - Art. 6 Deutsche Auslandswerte
  - Art. 8 Zuteilung von Reparationsquoten an nicht repatriierbare Opfer deutscher Maßnahmen.[1]
- Teil II Errichtung einer Interalliierten Reparationsagentur (IARA)[7]

## Teil I

### Artikel 1
Erste Überlegungen, „Deutschland in größtmöglichem Umfang zu verpflichten, Ersatz für die in den alliierten Ländern verursachten Kriegsschäden zu leisten“, entstanden auf der Konferenz von Jalta der Anti-Hitler-Koalition im Februar 1945. Über Umfang, Art und Weise sollte eine Kommission befinden. Auf der Potsdamer Konferenz im Juli 1945 wurde beschlossen, dass jede Besatzungsmacht ihre Reparationsansprüche durch Demontage in ihrer eigenen Besatzungszone befriedigen sollte. Zu Reparationszwecken sollte außerdem das deutsche Auslandsvermögen herangezogen werden.
Nachdem sich die Sowjetunion und die westlichen Mächte nicht über die Richtlinien der Reparationspolitik einigen konnten, wurde im Pariser Reparationsabkommen der westliche Reparationsanteil unter sämtliche Alliierte mit Ausnahme der Sowjetunion und Polens aufgeteilt. Auf besonderen Konten der interalliierten Reparationsagentur wurden die Forderungen der Gläubigerstaaten und die empfangenen Werte eingetragen. Die zur Verfügung stehende Vermögensmasse wurde gem. Art. 1 A in die Kategorien A und B eingeteilt.
- Kategorie A – alle Arten von deutschen Reparationen unter Ausschluss der in Kategorie B erfassten (insbesondere deutsches Auslandsvermögen).
- Kategorie B – alle Industrieausrüstungen und andere Ausrüstungsgüter, die aus Deutschland entnommen werden, sowie die Handelsschiffe und die Fahrzeuge der Binnenschifffahrt.

#### Reparationsquoten
Jede unterzeichnete Regierung erhielt gem. Art. 1 B einen Anspruch auf den Prozentsatz des Gesamtwertes der Güter der Kategorie A und B, der für jede dieser Regierungen in der nachfolgenden Aufstellung angezeigt ist.
| Staat                                       | Kategorie A in % | Kategorie B in % |
| ------------------------------------------- | ---------------- | ---------------- |
| Ägypten                                     | 0,05             | 0,20             |
| Albanien                                    | 0,05             | 0,35             |
| Australien                                  | 0,70             | 0,95             |
| Belgien                                     | 2,70             | 4,50             |
| Dänemark                                    | 0,25             | 0,35             |
| Frankreich                                  | 16,00            | 22,80            |
| Griechenland                                | 2,70             | 4,35             |
| Großbritannien                              | 28,00            | 27,80            |
| Indien und Pakistan (seit der Teilung 1947) | 2,00             | 2,90             |
| Jugoslawien                                 | 6,60             | 9,60             |
| Kanada                                      | 3,50             | 1,50             |
| Luxemburg                                   | 0,15             | 0,40             |
| Neuseeland                                  | 0,40             | 0,60             |
| Niederlande                                 | 3,90             | 5,60             |
| Norwegen                                    | 1,30             | 1,90             |
| Südafrika                                   | 0,70             | 0,10             |
| Tschechoslowakei                            | 3,00             | 4,30             |
| Vereinigte Staaten                          | 28,00            | 11,80            |
| Gesamt                                      | 100,00           | 100,00           |

Die Kategorien waren aufeinander anzurechnen und innerhalb von fünf Jahren über eine zu gründende „Interalliierte Reparationsagentur“ (IARA) zu erfüllen. Die Teilnehmerstaaten beschlossen, dass die Forderungen sämtliche Regierungs- oder Privatansprüche abdeckten, einschließlich der Besatzungskosten, möglicherweise notwendiger Kredite für die Besatzung sowie Ansprüchen an die Reichskreditkassen. Die Reparationen waren nicht übertragbar.
Nicht eingeschlossen waren Ansprüche aus Verträgen oder Vereinbarungen vor Kriegsbeginn bzw. vor der deutschen Besetzung einzelner Länder, Sozialversicherungansprüche sowie Banknoten der Reichsbank oder der Rentenbank ohne Sondergenehmigung des Alliierten Kontrollrates. Die tschechoslowakische Nationalbank erhielt ein gesondertes Zugriffsrecht auf ihr Girokonto bei der Reichsbank.
Zivil nutzbare Ausrüstungen und Materialien deutscher bewaffneter Armeen in den Teilnehmerländern waren anzurechnen.
Für die westlichen Besatzungszonen bzw. die Bundesrepublik legte die Inter-Alliierte Reparationsagentur (IARA) im Jahr 1961 ihren Abschlussbericht vor. Die von ihr erfassten und unter den westlichen Alliierten verteilten Werte wurden auf 520 Mio. Dollar (Kaufkraft und Dollarkurs aus dem Jahr 1938) beziffert.

### Artikel 6
Gem. Art. 6 des Abkommens sollte jeder der Unterzeichnerstaaten deutsches Auslandsvermögen innerhalb seines Gebiets einbehalten und die Rückkehr in deutsches Eigentum oder deutsche Kontrolle ausschließen.
Die Wegnahme des deutschen Vermögens in den mit dem Deutschen Reich ehemals verbündeten Ländern Italien, Ungarn, Rumänien, Bulgarien und Finnland zugunsten der Alliierten erfolgte auf Grund der Bestimmungen der auf der Pariser Friedenskonferenz 1946 geschlossenen Friedensverträge mit diesen Staaten, in Japan auf Grund des Friedensvertrages vom 8. September 1951.
Mit den im Zweiten Weltkrieg neutral gebliebenen Staaten schlossen die Westmächte die sog. Safe-Haven-Abkommen, nämlich die  Washingtoner Abkommen mit der Schweiz vom 25. Mai 1946 und mit Schweden vom 18. Juli 1946. Mit Portugal wurde das Lissaboner Abkommen vom 21. Februar 1947 und mit Spanien das Madrider Abkommen vom 10. Mai 1948 geschlossen. Die Abkommen sahen die Liquidation der deutschen Vermögenswerte in diesen Staaten vor.

### Artikel 8
Artikel 8 legte die Ansprüche von Opfern des Nationalsozialismus fest. Diese waren aus Nazigold in neutralen Staaten bis zur Höhe von 25 Mio. US-Dollar zu decken und um weitere 25 Mio. Dollar deutscher Einlagen in diesen Ländern für erbenlose Opfer aufzustocken. Das „Internationale Flüchtlingskomitee“ (1938) war ermächtigt, die Mittel an private und öffentliche Organisationen zu vergeben.
Als Empfänger waren Flüchtlinge aus Deutschland und Österreich vorgesehen, die Hilfe benötigten und damals gehindert waren in ihre Heimatländer zurückzukehren; hilfsbedürftige Deutsche und Österreicher, die dieser Personengruppe assistierten und Personen ehemals okkupierter Länder, deren Repatriierung im Moment nicht möglich war. Besonders gemeint waren damit Menschen aus Konzentrationslagern.
Ausgeschlossen waren Personen, „deren Loyalität gegenüber den Vereinten Nationen in Zweifel zu ziehen war“, und Kriegsgefangene.
Die Mittel waren ausdrücklich zur Rehabilitierung und Wiederansiedlung bestimmt und berührten eventuelle Wiedergutmachungsansprüche an eine spätere deutsche Regierung nur insofern, als sie anzurechnen waren.

## Teil II
Weitere Vereinbarungen betrafen die Arbeitsweise der Interalliierten Reparationsagentur (IARA) und die Erfassung und Verwendung des Goldes (Restitution of Monetary Gold).
In Artikel II A wurde vereinbart, dass die jeweiligen Anteile der Westalliierten an den Reparationen als Abgeltung aller ihrer Forderungen und aller Forderungen ihrer Staatsangehörigen gegen die ehemalige deutsche Regierung oder gegen deutsche Regierungsstellen angesehen werden sollten. Dies galt für Forderungen öffentlicher oder privater Natur, die aus den Kriegsverhältnissen entstanden waren (sofern keine anderen Bestimmungen darüber getroffen waren), einschließlich der Kosten der deutschen Besatzung, der während der Besetzung entstandenen Clearing-Konten und deren Forderung gegen Reichskreditkassen. Die Teilnehmerstaaten des Pariser Reparationsabkommens haben sich also damit einverstanden erklärt, die Anteile an Reparationen mindestens als vorläufige Abgeltung ihrer Ansprüche zu betrachten.